# Drycothaea maculata
Drycothaea maculata là một loài bọ cánh cứng trong họ Cerambycidae.